# Clinopogon cinctellus
Clinopogon cinctellus är en tvåvingeart som först beskrevs av Jacques-Marie-Frangile Bigot 1878.  Clinopogon cinctellus ingår i släktet Clinopogon och familjen rovflugor. Inga underarter finns listade i Catalogue of Life.